# Colotis etrida
Colotis etrida is een vlindersoort uit de familie van de Pieridae (witjes), onderfamilie Pierinae.
Colotis etrida werd in 1836 beschreven door Boisduval.